# 17e congresdistrict van Californië

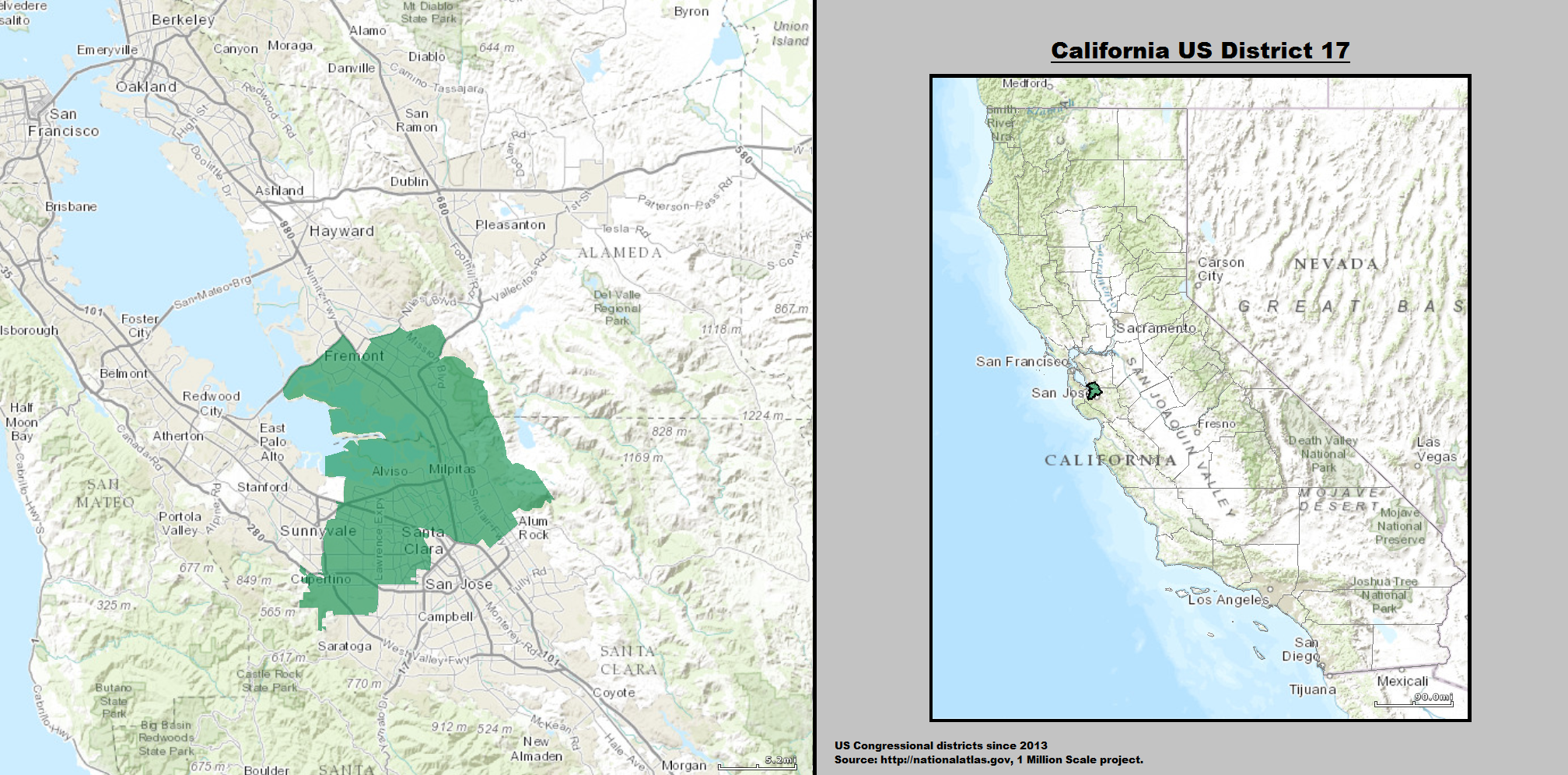
Kaart van het 17e congresdistrict van Californië bij de aanvang van het 113e Amerikaans Congres in 2013

Het 17e congresdistrict van Californië, vaak afgekort als CA-17, is een kiesdistrict voor het Amerikaanse Huis van Afgevaardigden. Het bestaat sinds 2013 uit delen van Alameda en Santa Clara County, waaronder de steden Sunnyvale, Cupertino, Santa Clara, Milpitas, Newark en delen van Fremont en San Jose. In het district ligt de campus van Santa Clara University en de hoofdzetels van technologiebedrijven Apple, Intel, Yahoo en eBay. De helft van de bevolking is van Aziatische origine. Sinds 2017 vertegenwoordigt de linkse Democraat Ro Khanna het district.
Van 1993 tot 2013 besloeg het 17e congresdistrict de volledige county's Monterey en San Benito en een deel van Santa Cruz County.